# سیبلا دین
سیبلا دین (انگلیسی: Sibylla Deen؛ زادهٔ ۱۲ نوامبر ۱۹۸۲) بازیگر اهل استرالیا است.
از فیلم‌ها یا مجموعه‌های تلویزیونی که وی در آن‌ها نقش داشته‌است، می‌توان به آخرین کشتی، خانه و دوری، ستمگر و توت اشاره نمود.